# Okhna
Oknha est, un ancien titre honorifique de la culture khmère qui, après avoir disparu sous le régime communiste des khmers rouges a réapparu dans les années 1990 au Cambodge, quand quelques magnats et/ou politiciens cambodgiens (qui se sont fortement enrichis depuis la fin de la guerre), en lien avec le gouvernement l'ont réutilisé dans un tout autre contexte, politico-financier, commercial et industriel,.

## Exemple
À titre d'exemple, l'industriel, homme d'affaires et sénateur Ly Yong Phat sino-khmers se fait souvent appeler Son excellence (titre habituellement utilisé pour les chefs d'État et de gouvernement) et oknha.

## Histoire
Selon la chercheuse Françoise Mengin du Centre de recherches internationales ce titre « honorifique » (prédicat honorifique autrefois et jusqu'au début du XXe siècle attribué aux hauts fonctionnaires), depuis le début des années 1990 au Cambodge, ce titre d'« oknha » est attribué aux hommes d'affaires en reconnaissance ou récompense des contributions financières substantielles qu'ils font aux projets de développement national.
Pour François Bafoil (2014), plusieurs des pays les plus pauvres ont à la fin du XXe siècle développé une forme particulière du capitalisme, que François Bafoil nomme « capitalisme politique ». Ce capitalise désigne selon lui « la situation économique de pays dominés par des groupes politiques autoritaires, voire dictatoriaux, clients des grands patrons de la zone, qui exercent une influence significative sur un éventail restreint de secteurs économiques, sans toutefois avoir un nombre suffisant d'entreprises publiques pour permettre le développement initial (comme l'industrialisation de substitution aux importations qui s'est produite en Asie du Nord et du Sud-Est) ». Toujours selon François Bafoil, le Cambodge, au sortir de la guerre, ne disposait pas même de 20 entreprises publiques. Le gouvernement a alors choisi, comme d'autres pays extrêmement sous-développés l'ont fait, de déréglementer son marché intérieur, en créant des zones économiques spéciales très attractives pour des entrepreneurs locaux et des investisseurs et entreprises étrangères (souvent chinoises au Cambodge), en espérant que ces entreprises continueront a augmenter la richesse des habitants. Parallèlement, l'adhésion à l'Association des nations de l'Asie du Sud-Est lui permet « de bénéficier de la protection de l'organisation, qui garantit essentiellement l'impunité dans un environnement de réglementation du travail pratiquement inexistante, mais également de bénéficier d'aides et d'investissements des États membres ».
Les récipiendaires, ceux qui auront l'« honneur » de pouvoir se faire appeler Okhna, sont désignés par la direction du Parti du peuple cambodgien au pouvoir, parti qui est depuis plusieurs décennies sous la coupe du premier ministre autoritaire (dictateur selon certains) Hun Sen.

## Signification et portée symboliques
Selon le travail ethnographique de Michiel Verver et Heidi Dahles, les modalités d'attribution et de réception du titre oknha illustrent bien la relation confuse et réciproque qui unit dans le Cambodge moderne la nouvelle élite d'affaires et la direction du parti totalitaire au pouvoir, le Parti du peuple cambodgien.
Cette relation est défendue par l'autorité cambodgienne par une notion de « pacte d'élite ».

Ce pacte est alors présenté comme une sorte d'accord tacite, faisant que les Oknha financent le parti (en l'occurrence au premier ministre), y adhèrent en s'y montrant totalement loyaux ; en échange de quoi ces hommes d'affaires sont récompensés par ce titre honorifique, associé à une protection spéciale accordée par le gouvernement (et les forces de l'ordre) aux Oknhas et à leurs entreprises. Selon Michiel Verver et Heidi Dahles, ce pacte cimente symboliquement, et concrètement les interdépendances qui lient les entreprises et les acteurs étatiques dans ce régime (royauté de façade, en réalité dirigée d'une main de fer par le premier ministre Hun Sen).